# Аксор
Аксор (каз. Ақсор) — озеро в Алтынсаринском районе Костанайской области Казахстана. Находится в 7 км к юго-востоку от села Лихачевка.
По данным топографической съёмки 1944 года, площадь поверхности озера составляет 1,69 км². Наибольшая длина озера — 1,5 км, наибольшая ширина — 1,3 км. Длина береговой линии составляет 4,8 км, развитие береговой линии — 1,04. Озеро расположено на высоте 110,1 м над уровнем моря.